# Reinier Kreijermaat
Reinier Kreijermaat (Utrecht, 25 de abril de 1935-Barendrecht, 22 de enero de 2018) fue un futbolista neerlandés que jugaba en la demarcación de centrocampista.

## Selección nacional
Jugó un total de dos partidos con la selección de fútbol de los Países Bajos. Hizo su debut el 22 de octubre de 1961 en un encuentro contra Hungría que finalizó con un resultado de empate a tres tras los goles de Tivadar Monostori, János Göröcs y de Lajos Tichy para Hungría, y de Henk Groot y un doblete de Tonny van der Linden para el combinado neerlandés. Su segundo y último partido con la selección se celebró el 12 de noviembre del mismo año contra Bélgica.

## Clubes
| Club          | País         | Año       | Partidos | Goles |
| ------------- | ------------ | --------- | -------- | ----- |
| USV Elinkwijk | Países Bajos | 1956-1959 | 95       | 13    |
| Feyenoord     | Países Bajos | 1959-1967 | 147      | 29    |
| Xerxes/DHC    | Países Bajos | 1967-1968 | 4        | 0     |

## Palmarés

### Campeonatos nacionales
| Título                   | Club      | País         | Año  |
| ------------------------ | --------- | ------------ | ---- |
| Eredivisie               | Feyenoord | Países Bajos | 1961 |
| Eredivisie               | Feyenoord | Países Bajos | 1962 |
| Eredivisie               | Feyenoord | Países Bajos | 1965 |
| Copa de los Países Bajos | Feyenoord | Países Bajos | 1965 |